# Coeficiente de temperatura
El coeficiente de temperatura, habitualmente simbolizado como α, es una propiedad intensiva de los materiales que cuantifica la relación entre la variación de la propiedad física de un material y el cambio de temperatura. Por tanto, es el cambio relativo de una propiedad física cuando la temperatura aumenta 1 K. Este coeficiente se expresa según el Sistema Internacional de Unidades en K-1. Su expresión matemática toma la forma:
{\displaystyle \alpha (T)={\frac {1}{R(T_{0})}}\cdot {\frac {\partial R(T)}{\partial T}}}
donde:
- α es el coeficiente de temperatura, que puede variar con la temperatura;
- R (T) es la magnitud de la propiedad física del material a la temperatura T
- R (T0) es la magnitud de la propiedad física del material a la temperatura de referencia T0

Si el coeficiente de temperatura es prácticamente constante en el intervalo de temperaturas entre T0 y T, es decir, la magnitud física depende linealmente de la temperatura, entonces puede realizarse la siguiente aproximación:
{\displaystyle \alpha ={\frac {1}{R(T_{0})}}\cdot {\frac {\Delta R}{\Delta T}}={\frac {1}{R(T_{0})}}\cdot {\frac {R(T)-R(T_{0})}{T-T_{0}}}}

## Coeficiente de temperatura de la resistencia eléctrica
| Material  | Coeficiente a 20 °C (K-1) |
| --------- | ------------------------- |
| Plata     | 3,8 x 10-3                |
| Cobre     | 3,9 x 10-3                |
| Aluminio  | 3,9 x 10-3                |
| Tungsteno | 4,5 x 10-3                |
| Acero     | 5,0 x 10-3                |
| Mercurio  | 9,0 x 10-4                |
| Carbón    | -5,0 x 10-4               |
| Germanio  | -4,8 x 10-2               |

En este caso, el coeficiente determina el aumento o disminución de la resistencia eléctrica de acuerdo con la variación de temperatura y la naturaleza de cada material. Este coeficiente se denomina con la letra α y se encuentra en la fórmula de la resistencia dependiendo del cambio de temperatura.

{\displaystyle R=R_{0}\cdot (1+\alpha \cdot \Delta T)}
Donde:
- {\displaystyle R} : resistencia total a la temperatura {\displaystyle T}
- {\displaystyle R_{0}} : resistencia de referencia (a una temperatura fijada {\displaystyle T_{0}})
- {\displaystyle \alpha } : el coeficiente de temperatura del material
- {\displaystyle \Delta T=T-T_{0}} : diferencia de {\displaystyle T} con la temperatura fijada